# BSC Preussen
Le BSC Preussen est un club allemand de hockey sur glace basé à Berlin, club fondateur de la Deutsche Eishockey-Liga (DEL), ligue élite en Allemagne.

## Historique
Le club est créé en 1983 à Berlin-Ouest. Le club a été fondé par les sections de hockey sur glace du Berlin SC, club vingt fois champion d'Allemagne dans le passé, et du BFC Preussen. La section de hockey sur glace du Berlin SC s'était séparée du club principal en 1981. Engagé en 2. Bundesliga, il remporte ce championnat en 1988 et monte en 1. Bundesliga, ligue élite de l'époque.
En 1995, à la création de la Deutsche Eishockey-Liga, il réalise son meilleur résultat de son histoire, en remportant la 1re place de la saison régulière et atteignant les demi-finales des séries éliminatoires. La saison suivante, il prend le nom de Preussen Devils et finit second de la saison régulière et échoue une nouvelle fois en demi. En 1996, nouveau changement de nom, pour celui de Berlin Capitals.
En 2002, en raison de soucis financiers, le club est relégué en Regionalliga, plus bas niveau allemand mais remonte en Oberliga dès la saison suivante.
Après la saison 2003-2004, le club fait faillite et renaît, en association avec Berlin SC, sous le nom de "Berliner SC Preussen", mais cette association ne dure qu'une saison. Les jeunes, regroupés sous le nom ECC Preussen Juniors existent toujours et jouent en Regionalliga.